# Colletotrichum
Colletotrichum és una gènere de fongs ascomicots de l'ordre dels glomerel·lals (Glomerellales). Són simbionts obligats de plantes sota la forma d'endòfits, és a dir que viuen dins els teixits de les plantes. Moltes espècies d'aquest gènere són patògens de les plantes encara que algunes tenen un mode de vida mutualista que no causa malaltia en als hostes.